# El Tule, Ajuchitlán del Progreso
El Tule är en ort i Mexiko.   Den ligger i kommunen Ajuchitlán del Progreso och delstaten Guerrero, i den södra delen av landet, 220 km sydväst om huvudstaden Mexico City. El Tule ligger 533 meter över havet och antalet invånare är 112.
Terrängen runt El Tule är huvudsakligen lite bergig. El Tule ligger nere i en dal. Runt El Tule är det ganska glesbefolkat, med 21 invånare per kvadratkilometer. Närmaste större samhälle är La Comunidad, 17,0 km nordost om El Tule. I omgivningarna runt El Tule växer huvudsakligen savannskog.